# Cyrkuł brzeżański
Cyrkuł brzeżański (niem. Brzezaner Kreis) – jednostka administracyjna Cesarstwa Austrii w Królestwie Galicji i Lodomerii w latach 1783–1850 i 1854–1865, na ziemiach polskich zagarniętych przez Austrię podczas I rozbioru w ramach reformy administracyjnej w Galicji.

## Historia

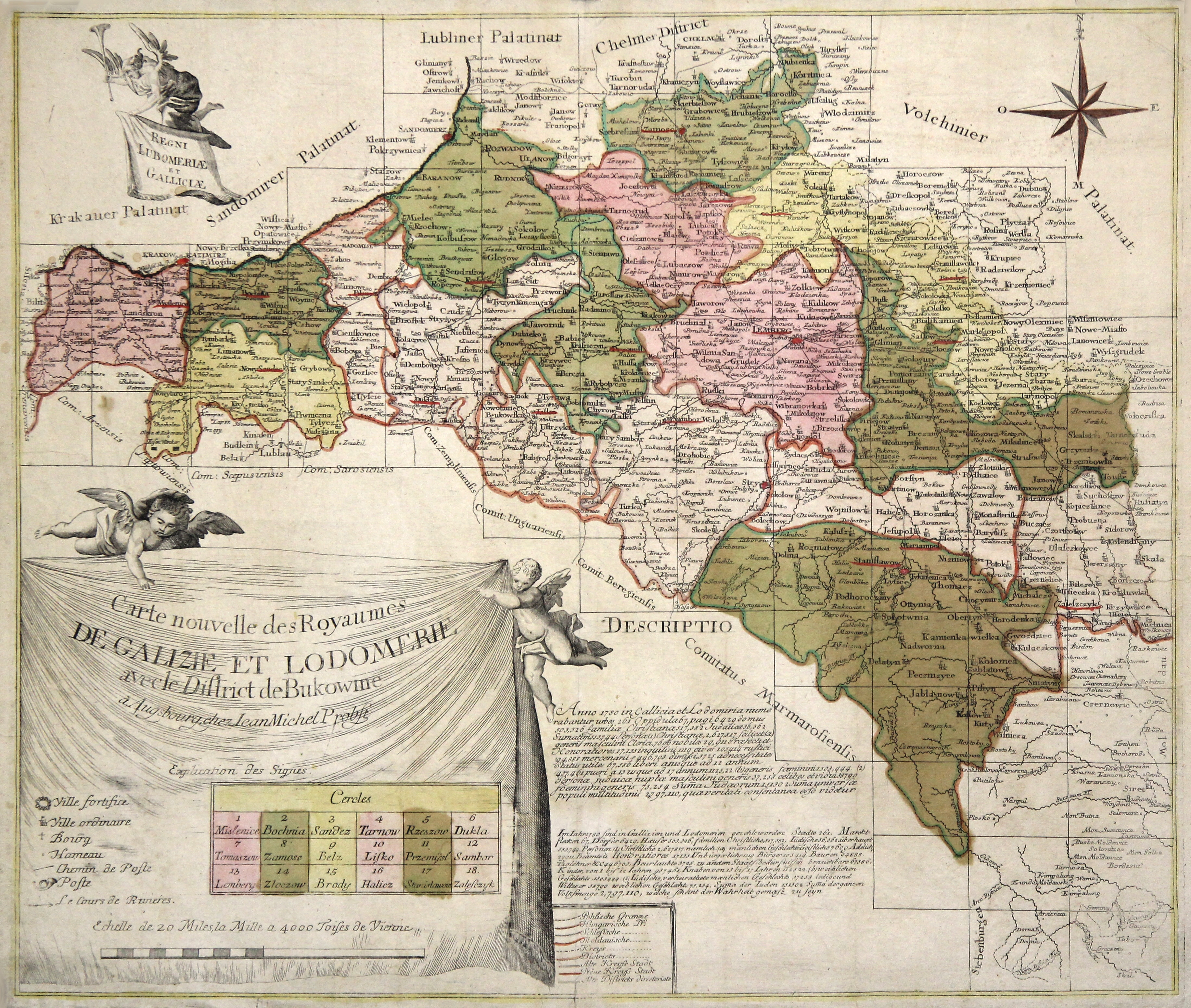
Projekt nowego podziału Galicji na cyrkuły (1780)

Cyrkuł brzeżański powstał na mocy patentu z 25 listopada 1783, który był korektą wprowadzonej rok wcześniej reformy administracyjnej w Galicji, zwiększającej liczby cyrkułów z sześciu do osiemnastu. Patent zaznaczał, że praktyka urzędowania i wygodniejsze położenie skłoniły rząd do zmian niektórych siedzib urzędów cyrkularnych, a co za tym idzie – granic cyrkułów. Cyrkuł brzeżański utworzono z centralnej części cyrkułu złoczowskiego, po przeniesienu jego siedziby ze Złoczowa do Brzeżan. Równocześnie północne części tego cyrkułu z m.in. Złoczowem, Buskiem, Pomorzanami i Glinianami przeniesiono do cyrkułu brodzkiego, a jego wschodnie rozległe połacie przy granicy z Rosją (z m.in. Trembowlą, Strusowem, Mikulińcami, Skałatem, Grzymałowem, Toustem i Tarnorudą) włączono do nowego cyrkułu tarnopolskiego. Wreszcie południowo-zachodni fragment znoszonego cyrkułu złoczowskiego z Bukaczowcami właczono do nowego cyrkułu dolińskiego. Nowy cyrkuł brzeżański zwiększył się także o południowo-wschodnie połacie cyrkułu lwowskiego w okolicach Bóbrki, Mikołajowa, Świrza, Wybranówki, Strzelisk, Brzozdowiec, Chodorowa, Mikołajowa i Rozdołu, północną część zniesionego cyrkułu mariampolskiego z Podhajcami, Zawałowem, Konkolnikami i Bołszowcami, oraz południowy fragment cyrkułu brodzkiego w rejonie Kozłowa.

### Zmiana granicy państwowej i cyrkułu
Na mocy traktatu z Schönbrunn z 14 października 1809 Austria musiała odstąpić Imperium Rosyjskiemu zachodnie Podole.  Obszar ten objął cały cyrkuł tarnopolski, większą część cyrkułu zaleszczyckiego (bez obszarów na zachód od Strypy i na południe od Dniestru) oraz wschodni fragment cyrkułu brzeżańskiego w dolinie Strypy, z miejscowościami takimi jak Rosochowaciec, Rakowiec, Sosnów, Chatki, Sokołów, Sokolniki, Złotniki, Hajworonka, Wiśniowczyk, Sapowa, Kujdanów, Bobulińce czy Petlikowce. Tereny te władze austriackie wydały Rosji na początku 1810 roku, a które dekretem Aleksandra I Romanowa z 14 sierpnia 1810 zostały nazwane Krajem Tarnopolskim.
Zgodnie z postanowieniami kongresu wiedeńskiego z 6 czerwca 1815 Rosja zwróciła Austrii terytorium Kraju Tarnopolskiego. W związku z tym reaktywowano cyrkuł tarnopolski, który początkowo objął całe terytorium zniesionego Kraju Tarnopolskiego, a następnie, w 1816 roku, w jego południowej części utworzono cyrkuł czortkowski. Dawne wschodnie rubieże w dolinie Strypy nie powróciły jednak do cyrkułu brzeżańskiego, zostając w składach cyrkułów tarnopolskiego i czortkowskiego (rozgraniczenie cyrkularne w tym rejonie poprowadzono między Sapową a Kujdanowem).
Około 1833 kosztem cyrkułu brzeżańskiego powiększono cyrkuł stryjski o rejon Mikołajowa i Rozdołu.

### Zniesienie cyrkułów w 1850 roku
Po wydarzeniach rewolucyjnych w latach 1848–1849, które wstrząsnęły Cesarstwem Austriackim, w 1850 roku przeprowadzono istotną reformę administracyjną mającą na celu usprawnienie zarządzania na obszarze Galicji i Lodomerii. W jej ramach cyrkuł czerniowiecki, dotychczas będący częścią Galicji, został wyodrębniony jako osobny kraj koronny. Pozostałe 19 cyrkułów zostało zniesionych i zastąpionych przez trzy okręgi rządowe: Kraków, Lwów i Stanisławów, które podzielono na 63 powiaty (niem. Bezirkshauptmannschaften). Powiaty z kolei były tworzone na podstawie nowych okręgów sądowych, od dwóch do czterech na powiat. Oznaczało to zarazem zniesienie cyrkułu brzeżańskiego, którego obszar podzielono między pięć Bezirkshauptmannschaften:
- w składzie okręgu rządowego Stanisławów:
  - Brzeżany – z okręgów sądowych: Brzeżany i Kozowa,
  - Bursztyn – z okręgów sądowych: Bursztyn, Rohatyn i Mariampol[17],
  - Podhajce – z okręgów sądowych: Podhajce i Monasterzyska[18];

- w składzie okręgu rządowego Lwów:
  - Chodorów – z okręgów sądowych: Chodorów, Bóbrka i Mikołajów[19],
  - Złoczów – z okręgów sądowych: Złoczów, Busk, Gliniany[20] i Przemyślany.

### Reaktywacja cyrkułów (1854–1865)
Cyrkuł brzeżański reaktywowano na mocy rozporządzenia z 24 kwietnia 1854, który przywrócił podział na cyrkuły w granicach sprzed reformy 1849, a które ugrupowano w dwa obszary administracyjne (niem. Verwaltungsgebiete) – Kraków i Lwów. Cyrkuł brzeżański wszedł w skład obszaru lwowskiego.
Równocześnie, w ramach reformy uwłaszczeniowej z okresu Wiosny Ludów (1848–1849), która likwidowała jurysdykcję właściciela ziemskiego nad poddanymi, dominium galicjskie – jako podstawowa jednostka administracyjna i filar systemu feudalnego straciło rację bytu. Konieczne stało się zatem wprowadzenie nowego systemu administracyjnego, którego zręby powstały w latach 1851–1855. Utworzono wtedy 179 małych powiatów (niem. Bezirke) i ponad 6000 gmin (niem. Gemeinde). Cyrkuł brzeżański podzielono na osiem małych Bezirków, podzielonych na 341 gmin:
| Bezirk      | Powierzchnia | Powierzchnia | Ludność | Ludność | Liczba gmin |
| Bezirk      | Mil²         | Km²          | Ogółem  | Os./km² | Liczba gmin |
| ----------- | ------------ | ------------ | ------- | ------- | ----------- |
| Bóbrka      | 8,4          | 483,44       | 28.819  | 59,61   | 45          |
| Brzeżany    | 9,6          | 552,48       | 33.407  | 60,47   | 43          |
| Bursztyn    | 7,4          | 426,87       | 26.627  | 62,39   | 42          |
| Chodorów    | 7,7          | 442,48       | 27.322  | 61,77   | 55          |
| Kozowa      | 9,7          | 558,23       | 30.984  | 55,50   | 38          |
| Podhajce    | 10,0         | 575,50       | 29.180  | 50,70   | 36          |
| Przemyślany | 8,5          | 489,18       | 26.577  | 54,33   | 40          |
| Rohatyn     | 7,5          | 431,62       | 25.542  | 59,18   | 42          |
| RAZEM       | 68,8         | 3959,80      | 248.458 | 62,74   | 341         |
| ŚREDNIA     | 8,60         | 494,98       | 31.057  | 62,74   | 42,63       |

Cyrkuł brzeżański  przetrwał do 1865 roku. Po nadaniu Galicji autonomii oraz powołaniu samorządu gminnego i powiatowego w 1865 zlikwidowano cyrkuły (Kreise), a dotychczasowe małe powiaty (Bezirke) w liczbie 179, zostały w ramach kolejnej reformy administracyjnej (23 stycznia 1867) zastąpiono przez 74 większych powiatów.